# Josep Llari i Areny
Josep Llari i Areny (Estada, Somontano de Barbastre, 1865 - Tremp, 1941) fou un advocat i polític català, diputat a les Corts Espanyoles.
Fou diputat pel districte de Tremp per la Solidaritat Catalana a les eleccions generals espanyoles de 1907, per la Conjunció Republicano-Socialista a les de 1910, i pel Partido Reformista a les eleccions generals espanyoles de 1914, 1916 1918, i 1919. Fou candidat republicà independent a les eleccions al Parlament de Catalunya de 1932, però no fou escollit. En acabar la Guerra Civil Espanyola fou jutjat en consell de guerra, però va morir abans de sortir la sentència.
Juntament amb el seu cunyat, Emili Riu, diputat per Tremp i el germà d'aquest, Daniel Riu i Periquet diputat a Madrid pels districtes electorals de la Seu d'Urgell, Solsona i finalment Tremp a partir de 1914, formà part del nucli d'un sistema caciquil i clientelar destinat a exercir un control social més en benefici propi que de la col·lectivitat als seus districtes electorals, del qual l'Emili Riu n'era el principal dirigent.